# Miłogoszcz (Koszalin)
Miłogoszcz [pronunciación en polaco: /miˈwɔɡɔʂt͡ʂ/] (Alemán: Hohenfelde) es un pueblo en el distrito administrativo de Gmina Będzino, dentro del Distrito de Koszalin, Voivodato de Pomerania Occidental, en el noroeste de Polonia. Se encuentra aproximadamente 8 kilómetros al oeste de Będzino, 20 kilómetros al oeste de Koszalin, y 121 kilómetros al noreste de la capital regional, Szczecin.
Antes de 1945 el área era parte de Alemania. Para la historia de la región, véase Historia de Pomerania.